# 汽車合唱團
汽車合唱團（英語：The Cars）是美國新浪潮搖滾樂團。樂團於1976年在麻薩諸塞州波士頓由歌手兼節奏吉他手/詞曲作者里克·奧卡西克、歌手兼貝斯手/詞曲作者班傑明·奧爾、主音吉他手艾略特·伊斯頓、鍵盤手葛雷格·霍克斯和鼓手大衛·羅賓森組成。
汽車合唱團是融合了1970年代吉他導向搖滾與1980年代蓬勃發展的合成器導向流行樂的先鋒。《紐約時報》和《滾石雜誌》的樂評羅伯特·帕瑪描述了汽車合唱團的音樂風格：「他們採取了一些重要但不同的當代趨勢—龐克的極簡主義、藝術搖滾迷幻式的合成器和吉他的聲響紋理、50年代洛卡比里的復興以及流暢的強力流行音樂—並將它們混合成具個人風格且吸引人的混合物。」
汽車合唱團在1978年的《滾石雜誌》讀者投票中被評為「最佳新人」，且他們以〈You Might Think〉的MV贏得1984年首屆MTV音樂錄影帶大獎的年度最佳音樂錄影帶（Video of the Year）。他們的首張專輯《The Cars》售出600萬張並在告示牌二百大專輯榜上維持了139週。截至2001年，汽車合唱團已經在美國銷售了超過2300萬張專輯。
樂團於1988年解散，在這之後奧卡西克從不鼓勵談論重聚。奧爾於2000年因胰腺癌去世。2005年，伊斯頓和霍克斯與托德·朗德格倫一起組建了一支衍生樂團新汽車，演奏汽車合唱團和朗德格倫的經典歌曲以及新歌。在世的創始成員在2010年重新團聚，錄製2011年5月發行的新專輯《Move Like This》，接著進行短暫的巡演。
2018年4月，汽車合唱團入選搖滾名人堂，在世的四人再次團聚並在入選儀式上演出。而隔年9月，奧卡西克去世。

## 成員
- 里克·奧卡西克 – 主唱與背景和聲、吉他、鍵盤 (1976-1988、2010-2011；2019年去世)
- 艾略特·伊斯頓（英语：Elliot Easton） – 吉他、背景和聲 (1976-1988、2010-2011)
- 葛雷格·霍克斯（英语：Greg Hawkes） – 鍵盤、吉他、薩克斯風、背景和聲 (1976-1988、2010-2011)
- 班傑明·奧爾（英语：Benjamin Orr） – 貝斯、主唱與背景和聲 (1976-1988；2001年去世)
- 大衛·羅賓森（英语：David Robinson (drummer)） – 爵士鼓、打擊樂器 (1976-1988、2010-2011)

## 作品列表
| - 《The Cars》（1978年6月6日） - 《Candy-O》（1979年6月13日） - 《Panorama》（1980年8月19日） - 《Shake It Up》（1981年11月6日） - 《Heartbeat City》（1984年3月13日） - 《Door to Door》（1987年8月25日） - 《Move Like This》（2011年5月10日） | - 《Greatest Hits》（1985年10月25日） - 《Just What I Needed: The Cars Anthology》（1995年11月7日） - 《Shake It Up & Other Hits》（2001年6月19日） - 《Complete Greatest Hits》（2002年2月19日） - 《The Essentials》（2005年） - 《Classic Tracks》（2008年） - 《The Elektra Years 1978–1987》（2016年3月11日） - 《Moving In Stereo : The Best of the Cars》（2016年） |

## 外部鏈結
- 官方网站
- AllMusic上的資料